# Athelia repetobasidiifera
Athelia repetobasidiifera är en svampart som beskrevs av N. Maek. 1993. Athelia repetobasidiifera ingår i släktet Athelia och familjen Atheliaceae.   Inga underarter finns listade i Catalogue of Life.